# Clarias macrocephalus
Clarias macrocephalus är en fiskart som beskrevs av Albert Günther, 1864. Clarias macrocephalus ingår i släktet Clarias och familjen Clariidae. IUCN kategoriserar arten globalt som nära hotad. Inga underarter finns listade i Catalogue of Life.